# Claudel Noubissie
Claudel Noubissie est un , auteur, entrepreneur en série et influenceur camerounais. Il est connu pour sa forte présence sur les réseaux sociaux et pour ses académies de formation.

## Biographie

### Enfance, éducation et débuts
Claudel Noubissié est le fils de Jean-Paul Noubissié, qui a eu 8 enfants. Ses frères et sœurs sont Sylvin Sielinou, homme d'affaires, Augustin Zeus, entrepreneur, Yvette Todem, médecin. Il fait des études de médecine et obtient un doctorat dans cette discipline au Cameroun.

### Carrière
Après avoir exercé la médecine en début de carrière, Claudel Noubissie se convainc que ce n'est pas sa voie. Il se lance alors dans de multiples activités dont l'entreprise, le coaching sur les réseaux sociaux.

## Publications
Claudel Noubissie est l'auteur de 4 ouvrages:
- Stop assez de mensonges sur le VIH-SIDA : Nouvelle perception de la thématique qu’est celle du SIDA et remise en question de nombreux préjugés en rapport.
- La fonction marketing à l’hôpital : l'importance du marketing qui respecte l'éthique et la déontologie en milieu hospitalier.
- Un médecin atypique : Autobiographie de l'auteur
- Les 100 idées de projets à débuter sans financement au Cameroun : L'auteur propose ici de nombreuses idées permettant de débuter dans le milieu de l'entreprenariat sans autofinancement/investissement.